# Vince Williams Jr.
Vincent Terrill Williams Jr., né le 30 août 2000 à Toledo dans l'Ohio, est un joueur américain de basket-ball. Il évolue au poste d'arrière voire d'ailier, et mesure 1,94 m.

## Biographie

### Carrière universitaire
Entre 2018 et 2021, il joue pour les Rams de VCU.

### Carrière professionnelle

#### Grizzlies de Memphis (depuis 2022)
Lors de la draft 2022, il est choisi en 47e position par les Grizzlies de Memphis. Il signe un contrat two-way quelques jours plus tard.
En janvier 2024, son contrat two-way est converti en un contrat standard.

## Statistiques

### Universitaires
| Saison    | Équipe   | Matchs | Titul. | Min./m | % Tir | % 3pts | % LF | Rbds/m. | Pass/m. | Int/m. | Ctr/m. | Pts/m. |
| --------- | -------- | ------ | ------ | ------ | ----- | ------ | ---- | ------- | ------- | ------ | ------ | ------ |
| 2018-2019 | VCU      | 33     | 0      | 15,5   | 45,9  | 24,0   | 68,8 | 3,30    | 1,00    | 1,00   | 0,40   | 4,90   |
| 2019-2020 | VCU      | 21     | 3      | 16,4   | 34,2  | 20,0   | 80,6 | 2,80    | 1,00    | 1,00   | 0,40   | 4,20   |
| 2020-2021 | VCU      | 26     | 22     | 28,6   | 41,4  | 41,3   | 79,3 | 5,20    | 2,20    | 1,00   | 0,20   | 10,60  |
| 2021-2022 | VCU      | 30     | 29     | 32,4   | 47,7  | 38,7   | 81,4 | 6,00    | 3,00    | 1,60   | 1,10   | 14,10  |
| Carrière  | Carrière | 110    | 54     | 23,4   | 44,0  | 36,7   | 77,3 | 4,40    | 1,90    | 1,20   | 0,50   | 8,60   |

### Professionnelles
| Saison    | Équipe   | Matchs | Titul. | Min./m | % Tir | % 3pts | % LF  | Rbds/m. | Pass/m. | Int/m. | Ctr/m. | Pts/m. |
| --------- | -------- | ------ | ------ | ------ | ----- | ------ | ----- | ------- | ------- | ------ | ------ | ------ |
| 2022-2023 | Memphis  | 15     | 1      | 7,0    | 30,0  | 14,3   | 100,0 | 1,00    | 0,30    | 0,40   | 0,10   | 2,00   |
| Carrière  | Carrière | 15     | 1      | 7,0    | 30,0  | 14,3   | 100,0 | 1,00    | 0,30    | 0,40   | 0,10   | 2,00   |

## Palmarès
- First-team All-Atlantic 10 (2022)
- Third-team All-Atlantic 10 (2021)